# Musaranya dels Apenins
La musaranya dels Apenins (Sorex samniticus) és una espècie de musaranya endèmica d'Itàlia que anteriorment havia estat considerada una subespècie de Sorex araneus.
Mesura uns 8 cm de llarg, dels quals poc més de la meitat corresponen a la cua, i pesa uns 7 grams.
Té pèl curt i espès, de color gris-marronós i aspecte brillant. El musell és allargat, cònic i de color carn, recobert de vibrisses nombroses, i les potes són curtes i escassament recobertes de pèl grisós.
És un animal solitari i territorial. Fa el niu en un forat a terra, entre les arrels, o en un tronc buit.
S'alimenta d'una gran varietat d'animals patits que cerca entre la fullaraca sobre el sòl o excavant superficialment el terreny amb l'ajuda del musell, però també pot menjar fruita, baies i aglans.